# キラリ★情報パック
キラリ★情報パックとは、福島放送で放送されている情報番組。新発売の商品や様々な企業のキャンペーン情報を紹介する。また過去には福島県内の店のお薦め商品やイベントなどを紹介していた。

## 出演者
- 高田優美

## 過去の出演者
- 井畑美穂子（元ラジオ福島）

| スタブアイコン | サブスタブ | この項目は、まだ閲覧者の調べものの参照としては役立たない、テレビ番組に関連した書きかけの項目です。この項目を加筆・訂正などしてくださる協力者を求めています（P:テレビ/PJ:放送または配信の番組）。 |